# Los Duraznos, Guanajuato
Los Duraznos är en ort i Mexiko.   Den ligger i kommunen Doctor Mora och delstaten Guanajuato, i den centrala delen av landet, 230 km nordväst om huvudstaden Mexico City. Los Duraznos ligger 2 087 meter över havet och antalet invånare är 326.
Terrängen runt Los Duraznos är kuperad norrut, men söderut är den platt. Runt Los Duraznos är det ganska tätbefolkat, med 67 invånare per kvadratkilometer. Närmaste större samhälle är San José Iturbide, 17,2 km söder om Los Duraznos. Trakten runt Los Duraznos består till största delen av jordbruksmark.